# Iulian Mincu
Iulian Mincu (n. 21 mai 1927, Olteni (Lucieni), Dâmbovița – d. 31 iulie 2015) a fost membru al Partidului Comunist din 1956, medic al lui Ceaușescu, ministru al sănătății din partea FDSN în guvernul Văcăroiu, perioada 1992-1996.Senator în legislatura 1992-1996, ales în municipiul București pe listele partidului PDSR și deputat în legislatura 2000-2004, ales în circumscripția 23 Ialomița, pe listele partidului PRM. A fost membru al Academiei de Medicină. În cadrul activității sale parlamentare ca deputat în legislatura 2000-2004, Iulian Mincu a fost membru în grupurile parlamentare de prietenie cu Marele Ducat de Luxemburg și Republica Coasta de Fildeș. În legislatura 2000-2004, Iulian Mincu a inițiat 21 de propuneri legislative din care 6 au fost promulgate lege.

## Biografie
Se naște în familia unui muncitor petrolist, memebru al Partidului Comunist Român cu origini din "sudul Dunării", numele familiei fiind inițial Mincev.
A urmat liceul „Enăchiță Văcărescu” din Târgoviște și este admis la Facultatea de Medicină din București în 1947, „între primii 70 din 150” după propiile sale declarații.
După terminarea studiilor, în 1953, este trimis în mediul rural ca medic stagiar în comuna Găvana, acum parte a orașului Pitești. „Norocul” tânărului stagiar de a fi repartizat intr-una din comunele sub-urbane, de pe lângă un oraș capitală de regiune (Regiunea Pitești), nu se termină aici, fiind scutit de serviciul militar obligatoriu pe motive medicale.
Anul în care devine membru de partid (1956) este anul în care a fost transferat ca asistent universitar la Facultatea de Medicină, catedra de Fiziopatologie, lucrând la Spitalul Brâncovenesc și Spitalul Colentina. Din 1961 este propus, deși avea numai studii de medic generalist, ca șef de lucrări la secția Nutriție și Dietetică din cadrul Spitalului Cantacuzino unde profesa Ion Pavel, discipolul unuia dintre descoperitorii insulinei, Nicolae Păulescu. Neavând studii de specialitate, în endocrinologie, este trimis la studii de „protectorii” săi, Ion Bruckner și Theodor Burghele, apropiați ai lui Gheroghe Gheorghiu-Dej și Nicolae Ceaușescu. Bruckner i-ar fi propus „[..] să intervenim la Ministerul Învățământului să-ți admită scutirea de cursuri la Facultatea de Chimie, secția Biochimie și să frecventezi numai lucrările practice, care sunt obligatorii“, termină Facultatea de Chimie în 1965 cu o „medie destul de bună” după cum precizează Iulian Mincu.
Datorită „protectorilor” săi, în represivii ani '60, este trimis la studii în Germania de Vest, Franța, Elveția.

## Controverse
Iulian Mincu este creatorul planului de alimentație rațională de pe vremea lui Nicolae Ceaușescu. Este autorul lucrării „Alimentația rațională a omului sănătos“ (1978), lucrare ce a stat la baza înfometării românilor de către liderii comuniști, în frunte cu Nicolae Ceaușescu. Conform lui Mincu, Theodor Burghele, cel ce l-a propulsat în carieră de la nivelul de „doctor generalist în mediul rural”, a semnat în calitate de ministru decizia politică de a impune, din nou (ele fuseseră si în anii '50, '60), alimentația raționalizată pe cartelă.
În 1976 Nicolae Nicolaescu, ministrul sănătății, propune o comisie de specialitate care să elaboreze normele de alimentație rațională. În fruntea acestei comisii va fi numit prof. dr. Iulian Mincu, validarea urmând să fie făcută de Consiliul de Miniștri din acea vreme.

## Distincții
Profesorul univ. dr. Iulian Mincu a fost distins pentru activitatea sa cu Ordinul „Meritul Sanitar” în grad de mare ofițer la 15 decembrie 2004: „pentru contribuția deosebită în cercetarea și practica medicală, pentru serviciile aduse la îmbunătățirea stării de sănătate a populației, pentru priceperea, grija și devotamentul arătate în îngrijirea bolnavilor”.

## Date personale
Căsătorit, din anii studenței, cu fiica unui preot a avut trei copii, printre care are o fiică ce, conform declarațiilor lui Iulian Mincu, la Dusseldorf „este șefa unei clinici de chirurgie oftalmologică și are clientela cea mai strălucită, printre foștii membrii SS care au fost în România”.